# Augusto Roa Bastos

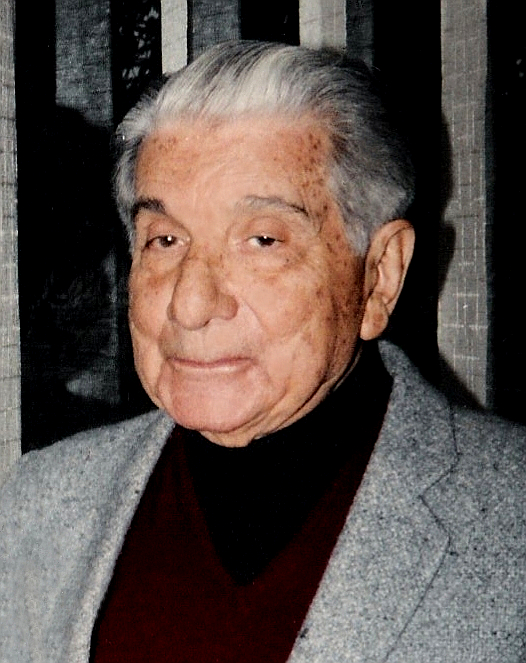
Augusto Roa Bastos

Augusto Roa Bastos (* 13. Juni 1917 in Asunción; † 26. April 2005 ebenda) wird als der größte Romanautor Paraguays und neben Gabriel García Márquez und Mario Vargas Llosa als einer der wichtigsten Schriftsteller Südamerikas bezeichnet.

## Leben
Roa Bastos wurde geboren als Sohn einer sehr gebildeten portugiesischen Mutter, nach anderen Quellen einer Guaraní-Indígena und eines brasilianischen bürgerlich-autoritären Zuckerraffineriebesitzers französischer Herkunft und verbrachte seine Kindheit in Iturbe, einem kleinen Dorf im Departamento Guairá. Später lebte er in Asunción, wo er sich mit der Literatur französischer Klassiker und William Faulkner beschäftigte, gefördert durch seinen väterlichen Onkel, den Priester Hermenegildo Roa, bei dem er in der Hauptstadt lebte. Mit 15 Jahren floh er, um Kranke zu pflegen, u. a. die Verwundeten des Chacokriegs gegen Bolivien. Die Brutalitäten, die er hierbei sah, brachten ihn für immer gegen die Gewalt auf.
Roa Bastos begann als Bankangestellter, Theaterstücke zu schreiben. Als Journalist von El País, der Tageszeitung aus Asunción, unternahm er erste Reisen nach Europa, insbesondere nach England. 1944 wurde er Mitglied der Gruppe Vy'a Raity (Das Liebesnest in Guaraní), gemeinsam mit Josefina Pla und Hérib Campos Cervera entscheidend für die dichterische und künstlerische Erneuerung in den 1940er Jahren. Durch die Zeitung El País nahm er während des Bürgerkrieges nach und nach für die Unterdrückten Partei; 1945 verbrachte er auf Einladung des British Council ein Jahr in England. Von dort ging er nach Frankreich und schickte seine Interviews, unter anderem mit General de Gaulle, und Chroniken über das Ende des Zweiten Weltkriegs von Paris. Von dort ging er zum Alliierten Kriegsverbrechertribunal nach Nürnberg, von wo er als Zeitungsjournalist berichtete.
Roa Bastos lebte zwischen 1947 und 1976 in Buenos Aires in Argentinien im Exil. Als sich 1976 die Militärdiktatur in Argentinien etablierte, folgte er einer Einladung der Universität Toulouse nach Frankreich, wo er bis 1989 als Professor für lateinamerikanische Literatur und Guaraní lehrte. 1982 wurde ihm auf Anordnung des Diktators Alfredo Stroessner anlässlich eines Besuchs in Paraguay die Staatsbürgerschaft aberkannt, die er erst nach dem Sturz Stroessners wieder zurückerhielt. Nach dem Sturz des Diktators entschloss er sich zur Rückkehr in sein Vaterland.
Neben Gabriel García Márquez gilt Roa Bastos als wichtigster Vertreter des magischen Realismus. Er wurde bekannt durch den 1974 veröffentlichten Roman Yo, el Supremo (Ich, der Allmächtige), wahrscheinlich der bedeutendste Roman Lateinamerikas, der sich mit Diktatur und Selbstherrlichkeit beschäftigt, bei dem er sich von der Figur von Paraguays erstem Diktator José Gaspar Rodríguez de Francia inspirieren ließ, der im 19. Jahrhundert das Land 26 Jahre beherrschte. Bereits 1960 veröffentlichte er Hijo de Hombre (Menschensohn). Er publizierte zahllose andere Romane, realistische Erzählungen und ausdrucksstarke Lyrik.
1970 und 1979 erhielt Roa Bastos ein Guggenheim-Stipendium; 1989 erhielt er den Premio Cervantes (Cervantespreis), den wichtigsten Literaturpreis der spanischsprachigen Welt.
Nach einem Sturz in seiner Wohnung hatte man eine Notoperation am Gehirn unternommen. Er verstarb nach Mitteilung seines Arztes in Asunción am 26. April 2005 an Herzversagen.

## Bibliografie
- 1942 – El ruiseñor de la aurora, y otros poemas
- 1947–1949 – El naranjal ardiente, nocturno paraguayo (Die Nacht der treibenden Feuer)
- 1953 – El trueno entre las hojas (span. Ü.: Die Nacht der treibenden Feuer; wörtl. Ü.: Donner zwischen den Blättern)
- 1960 – Hijo de hombre (Menschensohn)
- 1967 – Los pies sobre el agua
- 1969 – Moriencia
- 1972 – Cuerpo presente, y otros textos
- 1974 – Yo, el Supremo (Ich, der Allmächtige)
- 1974 – El pollito de fuego
- 1974 – Los Congresos
- 1976 – El somnámbulo
- 1979 – Lucha hasta el alba
- 1979 – Los Juegos
- 1980 – Antología personal
- 1984 – Contar un cuento, y otros relatos
- 1989 – On Modern Latin American Fiction
- 1992 – Vigilia del Almirante (Die Nacht des Admirals)
- 1993 – El fiscal
- 1994 – Contravida (Gegenlauf. Suhrkamp, Frankfurt am Main 1997, ISBN 3-518-40873-9.)
- 1996 – Madama Sui
- 1996 – Metaforismos
- 2002 – Un pais detrás de la lluvia

## Verfilmungen
- 1958: Die grüne Peitsche (El trueno entre las hojas)
- 1960: Zur Ewigkeit verdammt (Hijo de hombre)